# Ulang
Ulang ist der Name von zwei Orten und der Name des gleichnamigen Countys im Bundesstaat Upper Nile des Südsudan.

## Geographie
Das County grenzt an Nasir im Norden und an Akobo im Süden. Die Gegend ist geprägt durch die Mäander des Sobat. Wie die meisten Gegenden im Südsudan fehlt dem Gebiet fast alle Infrastruktur.

## Geschichte
Während Jahrzehnten des Bürgerkrieges wurde das Land verwüstet und viele Menschen flohen in Flüchtlingslager. Es fehlt auch an Bildung und die Landwirtschaft bringt nur unsichere Erträge. In der jüngeren Vergangenheit gab es relative Stabilität und der neue County Commissioner bemüht sich durch Reconciliation Conferences zur Versöhnung beizutragen.
Von 2015 bis 2020 gehörte das Gebiet zum Bundesstaat Latjoor State.